# Escut de la Quar
L'escut oficial de la Quar té el següent blasonament:
Escut caironat: d'or, una barjoleta de gules acompanyada de tres pinyes de sinople. Per timbre, una corona de baró.

## Història
Va ser aprovat el 17 de setembre del 2007 i publicat al DOGC el 2 d'octubre del mateix any amb el número 4979.
L'escut fa referència a la baronia de la Portella, una extensa jurisdicció senyorial centrada per la batllia de la Quar. La barjoleta, o bossa, de gules en camper d'or són les armories dels Saportella, senyors de la baronia des del segle xi, mentre que les pinyes de sinople en camper d'or pertanyen als Pinós, barons de la Portella a partir del segle xiv. També hi fa al·lusió la corona de baró al capdamunt de l'escut.